# Билик, Павол
Павол Билик (словац. Pavol Bilík; 17 ноября 1916, Маков — 8 сентября 1944, Кежмарок) — словацкий военнослужащий Финансовой гвардии Чехословакии, участник Движения Сопротивления во время Второй мировой войны, лыжник.

## Биография
Родился 17 ноября 1916 в Макове. В годы Второй мировой войны служил в Финансовой гвардии Чехословакии в Старом Смоковце. Активно увлекался лыжным спортом, выигрывал много гонок. В дни Словацкого национального восстания примкнул к партизанам.
7 сентября 1944 был арестован гестапо в Кежмароке, подвергся пыткам. На следующий день расстрелян за партизанскую деятельность. Похоронен на кладбище в Новы Смоковце.
В 1946 году посмертно произведён в капитаны чехословацкой армии и инспекторы 1-го класса Финансовой гвардии. Посмертно награждён Орденом Словацкого национального восстания 1 степени. Его имя носит дом в Высоких Татрах, табличках с именем Билика также находится на Символическом кладбище у Попрадского озера.